# Белла-Тола
Белла-Тола — гора в швейцарских Пеннинских Альпах, возвышающаяся над деревней Сен-Люк в кантоне Вале, расположенная недалеко от северного окончания горной цепи Вайсхорна. Имея высоту 3025 м над уровнем моря, Белла-Тола является самой высокой вершиной в субрегионе к северу от перевала Мейдпас (2790 м).
На её северном склоне находится небольшой ледник Белла-Тола-Глетчер.
Также вершина этой горы является популярной смотровой площадкой, до которой можно добраться несколькими тропами.

Белла-Тола в полдень